# Cap Constitution
Pour les articles homonymes, voir Constitution (homonymie).
Le cap Constitution est un cap du nord du Groenland, près de Qaasuitsup, à 1 900 km de Nuuk.

## Histoire
Hans Hendrik et William Morton l'atteignent en 1854.